# Lipták Lilla
Lipták Lilla (Gyula, 1993. május 19. –) labdarúgó, csatár. Jelenleg a St. Mihály SE labdarúgója.

## Pályafutása
2009 és 2011 között a Gyulai Amazonok labdarúgója volt. 2011-ben szerződött a Szegedi AK együtteséhez. Tagja volt a 2010–11-es NB II-es bajnokcsapatnak. 2016-tól a szegedi St. Mihály SE játékosa.

## Sikerei, díjai
- NB II
  - bajnok: 2010–11 - Déli csoport